# Maharda (poddystrykt)
Maharda – jedna z 3 jednostek administracyjnych trzeciego rzędu (nahijja) dystryktu Maharda w muhafazie Hama w Syrii.
W 2004 roku poddystrykt zamieszkiwało 80 165 osób.